# Великий Рожин
Вели́кий Ро́жин (укр. Великий Рожин) — село в Кутской поселковой общине Косовского района Ивано-Франковской области Украины на реке Рожин Великий.
Население по переписи 2001 года составляло 1571 человек. Занимает площадь 33,05 км². Почтовый индекс — 78654. Глава — Роман Романович Рожанский.

## Достопримечательности
- В 6,5 км на запад от центральной части села расположен Лужковский водопад.